# Макеевка-Пассажирская
Маке́евка Пассажи́рская (укр. Макіївка Пасажирська) — главная пассажирская линейная железнодорожная станция города Макеевка. Находится в северной части города в Кировском районе. Станция оснащена двумя пассажирскими платформами, залом ожидания, пригородной кассой, кассой дальнего следования и кассой предварительной продажи билетов.

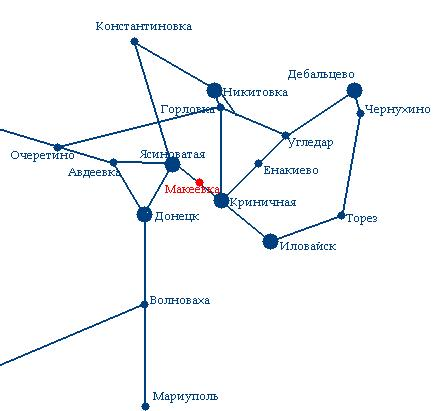
ст. Макеевка Пасс. на краткой схеме ДонЖД

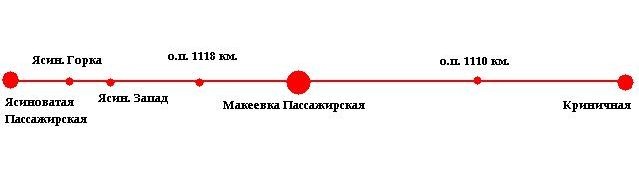
линия ЯСИНОВАТАЯ — КРИНИЧНАЯ

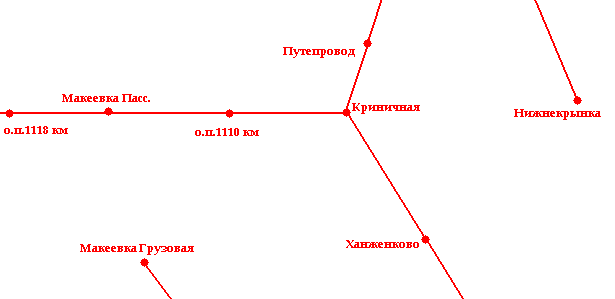
Железнодорожные остановочные пункты и станции г. Макеевки

## Пригородное сообщение
| № поезда | Маршрут движения      | № поезда | Маршрут движения      |
| -------- | --------------------- | -------- | --------------------- |
| 817      | Мелитополь — Иловайск | 818      | Иловайск — Мелитополь |
| 819      | Донецк — Луганск      | 820      | Луганск — Донецк      |
| 821      | Бердянск — Иловайск   | 822      | Иловайск — Бердянск   |

## Услуги вокзала
- Сохранение вещей в стационарных камерах хранения
- Предоставление телефонной связи
- Предупреждение о смене станции посадки пассажира
- Платная информация

## Выход в город
Выход в город осуществляется с южной стороны вокзала на Привокзальную площадь, где с 2011 года работает АС ЖД Вокзал, с которой отправляются маршруты № 1 (ЖД Вокзал — АС Макеевка (маршрутки)/АС Плехановская (автобусы), № 55 (ЖД Вокзал — Молокозавод) через пос. Бажанова, № 56 (ЖД Вокзал — Молокозавод), № 22 (ЖД Вокзал — АС Советская (Ханженково)), № 71 (ЖД Вокзал — АС Гвардейская), № 16 (ЖД Вокзал — АС Плехановская-2) через улицу Кирова.
Рядом с вокзалом расположена конечная остановка троллейбуса 2 Ж/Д вокзал — Центр (Дворец Пионеров).

## Фото

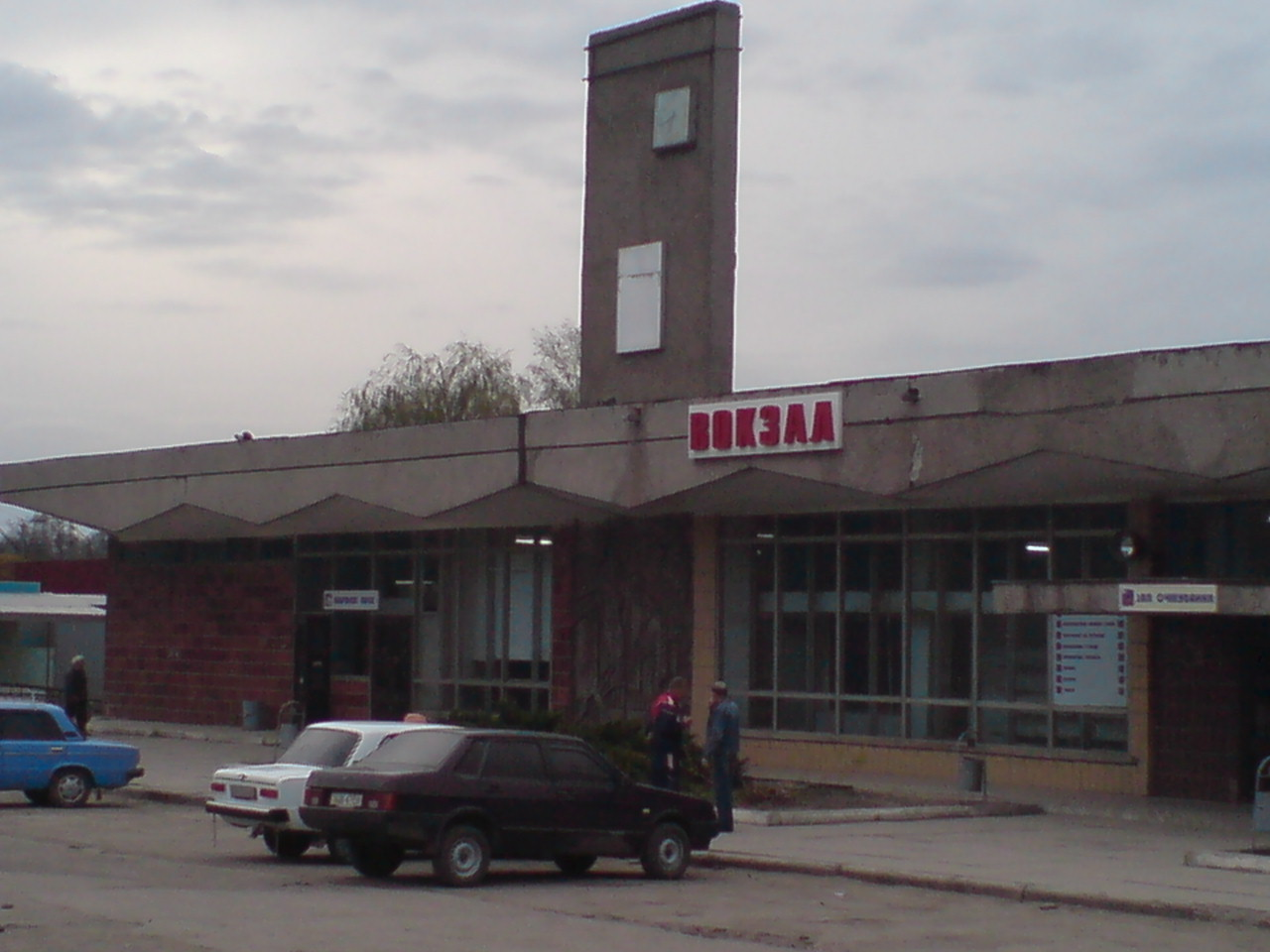
Вид вокзала со стороны города
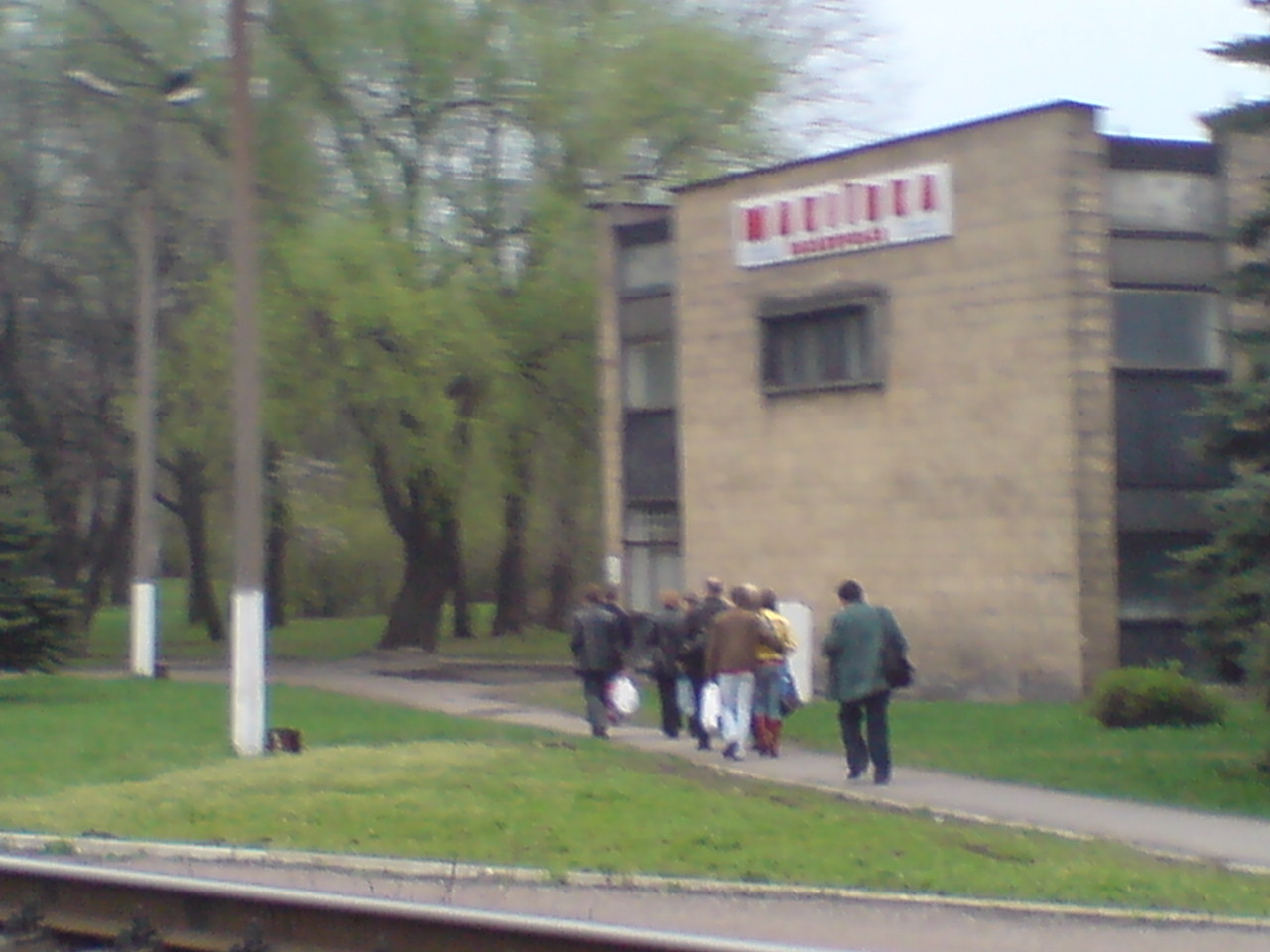
Западная часть ст. Макеевка Пасс. со стороны платформ
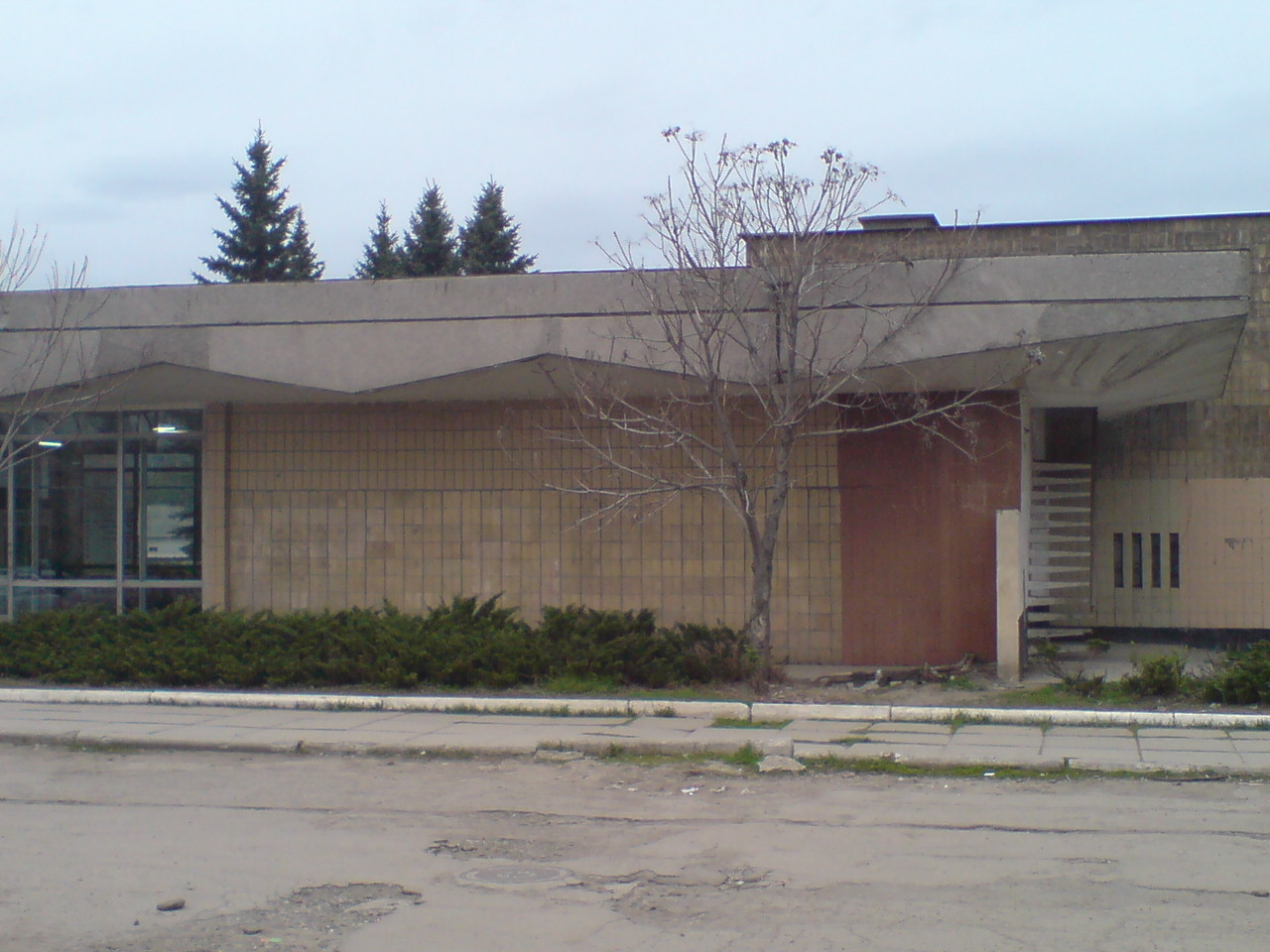
Западная часть ст. Макеевка Пасс. со стороны города